# Bistum Orlu
Das Bistum Orlu (lateinisch Dioecesis Orluana, englisch Diocese of Orlu) ist eine in Nigeria gelegene römisch-katholische Diözese mit Sitz in Orlu.

## Geschichte
Das Bistum Orlu wurde am 29. November 1980 durch Papst Johannes Paul II. mit der Apostolischen Konstitution Nuperius quidem aus Gebietsabtretungen des Bistums Owerri errichtet und dem Erzbistum Onitsha als Suffraganbistum unterstellt. Das Bistum Orlu wurde am 26. März 1994 dem Erzbistum Owerri als Suffraganbistum unterstellt.

## Bischöfe von Orlu
- Gregory Obinna Ochiagha, 1980–2008
- Augustine Tochukwu Ukwuoma, seit 2008